# 王者天下 (2019年電影)
《王者天下》（日语：キングダム）由佐藤信介執導，並由山崎賢人主演的日本真人電影，改編自原泰久創作的漫畫《王者天下》，2019年4月19日上映。

電影於2018年4月8日~4月27日在中國象山影視城拍攝，2018年4月30日~6月13日在日本拍攝。

## 演員
- 信：山崎賢人
- 嬴政、漂：吉澤亮
- 楊端和：長澤雅美
- 河了貂：橋本環奈
- 成蟜：本鄉奏多
- 壁：滿島真之介
- 昌文君：高嶋政宏
- 王騎：大澤隆夫
- 騰：要潤
- 信（幼少期）：大西利空
- 漂（幼少期）：南出凌嘉（日语：南出凌嘉）
- 巴吉歐：阿部進之介（日语：阿部進之介）
- 塔吉夫：一之瀬亘（日语：一ノ瀬ワタル）
- 肆氏：加藤雅也（日语：加藤雅也）
- 竭氏：石橋蓮司
- 左慈：坂口拓（日语：坂口拓）
- 魏興：宇梶剛士（日语：宇梶剛士）
- 藍凱：阿見201（日语：阿見201）
- 敦：大内田悠平
- 朱凶：深水元基（日语：深水元基）
- 木靸：橋本潤
- 里典：六平直政（日语：六平直政）

## 製作群
- 原著：原泰久「王者天下」
- 導演：佐藤信介
- 編劇：黑岩勉（日语：黒岩勉）、佐藤信介、原泰久
- 音樂：山田豐（日语：やまだ豊）
- 主題曲：ONE OK ROCK「Wasted Nights」

- 製作：北畠輝幸、今村司（日语：今村司）、市川南（日语：市川南 (映画プロデューサー)）、谷和男、森田圭、田中祐介（日语：田中祐介）、小泉貴裕、弓矢政法、林誠、山本浩、本間道幸
- 執行製作人：木下暢起、伊藤響
- 企劃：稗田晉、村田千恵子
- 製作人：松橋真三（日语：松橋真三）、北島直明、森亮介、平野宏治
- 合夥製作人：高秀蘭
- 中日協力製作：劉士華
- 宣傳製作人：小山田晶
- 執行製片：小沢禎二
- 中國團隊執行製片：角田道明
- 音樂製作人：千田耕平
- 攝影導演：河津太郎
- 美術導演：斎藤岩男
- 音效：橫野一氏工
- 動作導演：下村勇二（日语：下村勇二）
- VFX監察人：神谷誠（日语：神谷誠）、小坂一順
- 剪輯：今井剛（日语：今井剛）
- 場記：田口良子
- 衣裝設計：宮本雅江（日语：宮本まさ江）
- 髮型：本田真理子
- 副導演：李相國（日语：李相國）
- 製作擔當：吉田信一郎
- 中國團隊製作擔當：濱崎林太郎
- 攝影：島秀樹
- 照明：小林仁
- 美術：瀨下幸治（日语：瀬下幸治）
- 裝飾：秋田谷宣博
- 選角：楠間由野
- 技術製作人：大屋哲男（日语：大屋哲男）
- DI調色製作人：齋藤精二
- 角色特殊化妝設計・特殊造型統籌：藤原鶴聲（日语：藤原カクセイ）
- 假髮：濱中尋吉
- 楚格設計（山之民）：田島光二（日语：田島光二）
- 中國史監修：鶴間和幸
- 片頭旁白：吉永幸一
- 音樂製作：CURRENT, Inc（日语：カレント_(音楽制作プロダクション)）
- 特別協力：微博・周帆
- 製片商：CREDEUS

- 發行：東寶、日本索尼影視娛樂（日语：ソニー・ピクチャーズ_エンタテインメント_(日本)）
- 製作幹事：集英社、日本索尼影視娛樂、日本電視台
- 製片：電影「王者天下」製作委員会（日本索尼影視娛樂/哥倫比亞影業、日本電視台、集英社、東寶、讀賣電視台、KDDI、GYAO（日语：GYAO!）、CREDEUS、JR東日本企劃（日语：ジェイアール東日本企画）、東急Agency（日语：東急エージェンシー）、博報堂、Studio Pierrot、札幌電視台、宮城電視台、靜岡第一電視台、中京電視台、廣島電視台、福岡放送）

## 獎項
- 第44回 報知電影獎 導演獎 - 佐藤信介
- 第62回 藍絲帶獎 最佳男配角獎 - 吉澤亮
- 第43回 日本電影學院獎[3]
  - 最佳男配角獎 - 吉澤亮
  - 最佳女配角獎 - 長澤雅美
  - 最佳攝影獎 - 河津太郎
  - 最佳美術獎 - 斎藤岩男
  - 優秀導演獎 - 佐藤信介
  - 優秀配樂獎 - 山田豐
  - 優秀音效獎 - 橫野一氏工
  - 優秀剪輯獎 - 今井剛
- 第10回 Location Japan大賞 導演獎 - 佐藤信介[4]
- 第39回 藤本賞（日语：藤本賞） 特別獎 - 松橋真三（日语：松橋真三）、村田千恵子、稗田晉、森亮介、北島直明

## 外部連結
- 官方网站 （日語）
- 爛番茄上《王者天下》的資料（英文）
- 互联网电影数据库（IMDb）上《王者天下》的资料（英文）